# 野村 (石川県)
野村（のむら）は、かつて石川県石川郡に存在した村。

## 地理
- 現在の金沢市の中心部の南部に位置する。
- 当時は、日清戦争後に設けられた陸軍第9師団野村練兵場があり、その他軍事関連施設も多い所だった。
- 当時の特産物にタケノコ、タバコ、青刈り大豆があった[3]。
- 現在では、陸上自衛隊金沢駐屯地、野田山墓地（以上野田）、金大付属小学校・中学校・高校、金沢市立病院（以上平和町）、十一屋小学校（十一屋町）、長坂台小学校（長坂3丁目）、野田中学校（若草町）、金沢市立泉野小学校 (緑が丘)、金沢市立泉野図書館（泉野町）がある。
- 山：野田山

## 歴史
- 1889年（明治22年）4月1日 - 町村制の施行により、平栗村、野田村、長坂新村、法島村、十一屋村、泉野村及び泉野出村の区域をもって、野村が発足する[4]。
- 1924年（大正13年）4月1日 - 字泉野の区域の一部（0.21 km2）を金沢市に編入する[1]。
- 1925年（大正14年）4月1日 - 金沢市に編入する。長坂新は長坂町に名称を変更する、あとの6大字は金沢市の大字に継承。

## 地域

### 教育
小学校
- 野尋常小学校[4]（現・金沢市立十一屋小学校）[5]

## 現在の町名
住居表示実施地域
- 長坂、若草町、平和町、緑が丘の全域と寺町、法島町、十一屋町、泉野町、泉野出町、泉が丘、長坂台、弥生、富樫、円光寺の各一部。

住居表示未実施地域
- 野田町、長坂町、平栗。